# Neay Trasac Paem Chay
Neay Trasac Paem Chay est un souverain de l’Empire khmer mort  vers  1340.
Il est le premier souverain khmer  évoqué uniquement par les « Chroniques Royales du Cambodge ». Il y apparaît comme le 19e souverain de l’Empire khmer précédé par  seulement dix huit  rois des dynasties antérieures qui auraient  régné depuis  443 av. J.-C.. Cette liste de monarques est bien entendu trop courte pour couvrir une telle période. Les Chroniques Royales précisent que Chay était le chef des jardins royaux d’un roi nommé « Sihanouk » et souvent identifié avec le roi Jayavarman IX Parameçvara des inscriptions. 

## Légende fondatrice
Chay serait issu de l’union d’un ermite du Phnom Kulen et d’une paysanne Samre. Son habileté à cultiver des concombres doux lui a valu le titre de Neay Trasac Paem (« chef des concombres savoureux »). Il en réservait la consommation à son roi qui lui avait donné une lance pour protéger ses récoltes. Une nuit, Chay blessa mortellement son souverain avec son arme quand ce dernier avait voulu éprouver son zèle. Toutefois, avant de succomber, le monarque exigea que son assassin ne soit pas inquiété car il n’avait fait qu’obéir à ses ordres et ne pouvait être tenu pour responsable de l’imprudence de son roi. En revanche, le souverain décédé ne laissait aucun héritier et les astrologues, Brahmanes, généraux et autres ne pouvaient s’accorder sur le nom du successeur et décidaient de s’en remettre aux divinités. Pour ce faire, une cérémonie est organisée où un éléphant blanc est convié à choisir parmi les plus éminents membres de la noblesse que l’empire peut compter lequel est le plus digne de devenir le nouveau roi. Mais le pachyderme néglige très vite cet aréopage et se retourne vers la foule venue assister aux festivités et choisi un anonyme qui s’avère être le jardinier régicide. Les dignitaires doivent accepter de mauvais gré ce monarque d’extraction modeste, mais devant leur hostilité, le nouveau roi se résout à quitter Angkor pour une résidence qu’il se fait construire à Banteay Samré ; néanmoins cet éloignement ne mit aucunement fin aux pratiques diffamatoires et ce n’est qu’après avoir fait éliminer les fidèles de son prédécesseurs que Chay pourra débuter un règne qui se révélera sans histoire.
Jean Guillaume, chercheur à l'INRA s'étant intéressé à l'histoire des plantes alimentaires domestiquées, y voit un mythe relatif à l'apparition d'une variété nouvelle de légume, ici un concombre doux (c'est-à-dire savoureux), dont Jayavarman aurait été friand au point de s'en réserver les récoltes et de les mettre sous la garde de leur jardinier.

## Révolution duXIVesiècle
Le récit légendaire cité ci-dessus semble symboliser la profonde mutation culturelle du pays que Achille Dauphin-Meunier dénomme la « Révolution du XIVe siècle ».
Il s’agit de l’avènement définitif du bouddhisme au détriment de l’hindouisme qui va connaitre un déclin rapide. Le roi, jusque-là d’essence divine et considéré comme un intermédiaire entre les hommes et les cieux, devient un simple mortel qui doit son trône aux vertus qu’il a accumulées dans ses existences. Le but pour les habitants n’est plus de construire des temples montagnes qui leur faisaient gagner la faveur et la protection des dieux, mais de suivre la conduite vertueuse de leur roi pour espérer atteindre la plénitude.
Le Sanskrit cesse également d’être utilisé dans les inscriptions qui disparaissent définitivement et dans le culte au profit du Pâli. Ces changements culturels généreront rapidement une désintégration de l’Empire khmer.

## Postérité
Il aurait épousé Candravati la fille de son prédécesseur et le couple serait ainsi à l’origine de la dynastie qui règne encore sur le Cambodge aujourd’hui[réf. nécessaire]. Selon les Chroniques le roi Chay  laisse deux fils connus sous leurs noms posthumes :
- Nippean Bat (Nirvanapada)
- Sithean Reachea (Sidhanaraja)